# こじま観光
こじま観光（こじまかんこう、1982年11月9日 - ）は、日本のお笑いタレント。本名、小島 大輔（こじま だいすけ）。所属事務所はプロダクション人力舎。

## 人物
- 埼玉県狭山市出身。立教大学観光学部観光学科卒業。血液型A型[1]。
- 身長169cm、B79cm、W65cm、H80cm、ネック36cm、肩幅40cm、股下76cm、靴26.5cm[1]。
- 学生時代にアイルランドへの留学経験があり、芸人になるまでは株式会社JTBに勤務。富裕層向けツアーの企画・販売を担当をしていた[2]。義兄がアイルランド人である。
- 特技は旅行の企画・手配・添乗、ベストな旅行先提案、英会話、占い（四柱推命）、就職活動アドバイス、筆跡からの性格診断、アイドルのチェキ撮影、8ヶ国語での自己紹介、知らない外国人に物おじせず話すことができる、西武ライオンズがいくら負けていてもイライラせずに試合が見れること[1]。
- 趣味は旅行、野球観戦（西武ライオンズ）、サッカー観戦（浦和レッズ）、スポーツ観戦（その他全般）、占いによる競馬予想、埼玉を愛すること、料理、書道、アイドル（私立恵比寿中学、BiSHなど）[1]。

## 略歴
2010年にスクールJCAへ19期生として入学し、卒業後はトリオ「スリーパーズ」（メンバーのうち一人であった杉山栄一は、現在コンビ「演芸おんせん」としてマセキ芸能社に所属）として活動。
スリーパーズの解散後、スクールJCAへ20期生として入り直し2012年にコンビ「ピレニーズ」（当時の相方だった吉岡慶は、その後コンビ「ナサ」としてタイタンで活動）を結成し、ツッコミを担当。結成2年目にして2013年のキングオブコントで準決勝進出を果たすも、2015年9月に解散。
その後、コンビ「マチェーテ」（当時の相方である石井康平は、その後コンビ「アクアキャンディー」としてタイタンで活動）としての活動を経て、2017年6月よりピン芸人「こじま観光」として活動を開始。
2021年、さきぽんとのユニット「さるとりランデブー」として活動。また、2022年には五十嵐文香・ぬでとトリオユニット「かくかぞく」として活動。
2023年4月30日より、おにぎり（qampband）と新ユニット「ほうきのくに」として活動することが発表された。

## 芸風
元JTB社員というキャリアで旅にまつわる漫談、フリップ芸やコントを行う。コンビ時代やユニットではコントをメインに行う。アイルランド留学経験があり、英語が堪能だが本人曰くアイルランド訛りが強い。
埼玉西武ライオンズの熱狂的ファンでよく球場で試合を観戦しており、また浦和レッズの熱心なサポーターである。「埼玉愛の塊」を自称しており、埼玉県民にしては郷土愛が強い。

## 賞レース成績

### ピレニーズ
- 2012年 キングオブコント 2回戦進出
- 2013年 キングオブコント 準決勝進出
- 2014年 キングオブコント 2回戦進出

## 出演

### テレビ
- アメトーーク!（テレビ朝日、2017年3月9日）「ひとり旅芸人」
- こんなところにあるあるが。土曜♥あるある晩餐会（テレビ朝日、2017年7月8日）
- 7つの海を楽しもう!世界さまぁ〜リゾート（TBSテレビ、2018年2月24日）「緊急企画 フィリピン・セブ島 激安リゾートホテル徹底調査!」
- ミルリッチ ～見ると超節約＆時短★1時間で約42万円トクする凄技〜（TBSテレビ、2018年7月21日）
- 全北海道町おこしサミット!右肩上がりで行こう（NHK札幌放送局、2020年3月26日）
- スッキリ（日本テレビ、2020年9月30日）
- スクール革命!（日本テレビ、2022年4月24日）「 バズった乗り物旅!豪華観光列車&バスを一挙ご紹介」

### ラジオ
- GOLD RUSH（J-WAVE、2017年4月7日・2018年11月9日）
- AVALON（J-WAVE、2017年9月5日）

### ライブ
- バカ爆走!（事務所ライブ）
- Spark!（事務所ライブ）
- どっきん!（事務所ライブ）

### 書籍
- ルネサンス超入門（2017年9月5日、エイ出版社）

### WEB
- シネドラcheck! #80、#83（GYAO）
- JTB公式officialエースJTBレゴランド編、ディズニーリゾート編（YouTube）
- STAR WARS DX オリジナル動画コンテンツ（ディズニーデラックス）

## ウェブ
- 『おでかけニストの連載コラム「元JTB芸人が教える、貧乏旅行・おでかけのコツ」』